# Avenida das Américas

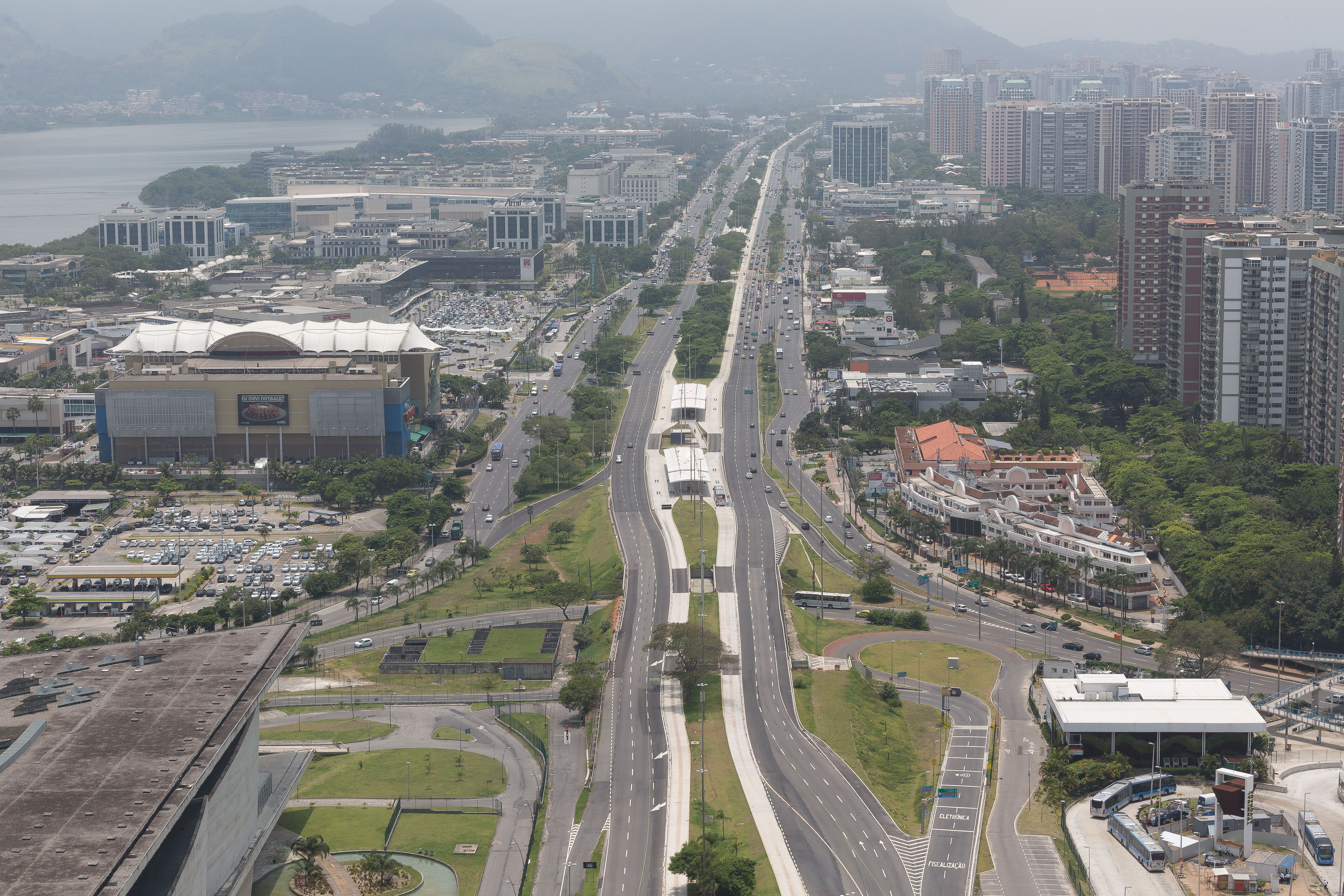
Foto aérea da Avenida das Américas

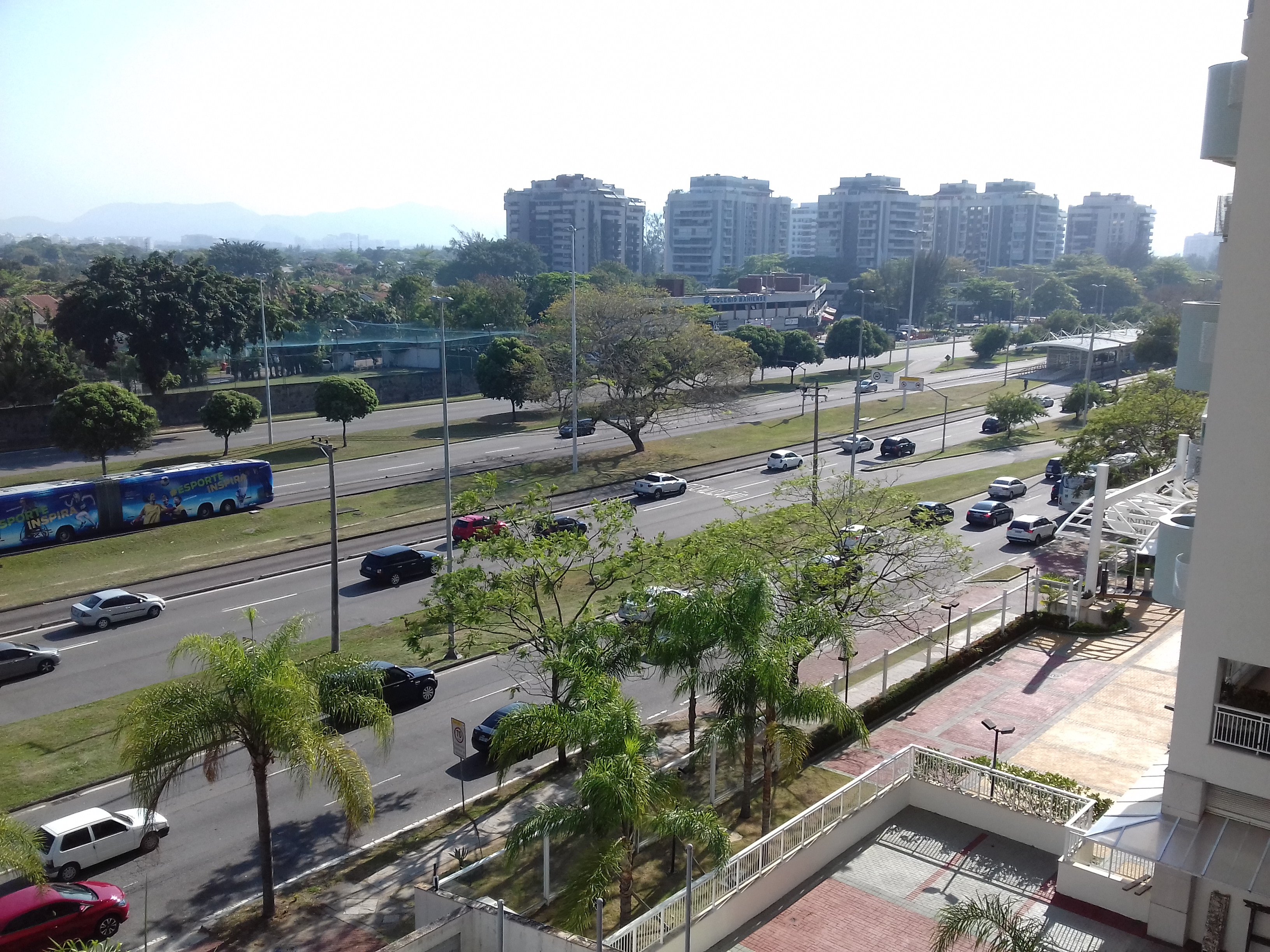
Avenida das Américas na Barra da Tijuca

A Avenida das Américas é uma das mais famosas e movimentadas avenidas da Zona Oeste da cidade do Rio de Janeiro. Atravessa os bairros da Barra da Tijuca e do Recreio dos Bandeirantes. Outrora o seu trecho original estendia-se até as imediações do bairro de Guaratiba, quando esta parte foi alterada para Avenida Dom João VI, tal mudança da nomenclatura neste trecho foi feita em 2008, durante o primeiro mandato do prefeito Eduardo Paes, como parte das comemorações pelos 200 anos da Transferência da corte portuguesa para o Brasil, fato histórico que tornou a cidade do Rio de Janeiro em capital do Reino de Portugal.

## Características
A Avenida das Américas possui aproximadamente 40 quilômetros de extensão, e é a principal via de circulação pelos bairros da Barra da Tijuca, Recreio dos Bandeirantes e Guaratiba. Sendo a principal ligação destes 3 bairros com a Baixada de Jacarepaguá e vários bairros da Zona Oeste, como Santa Cruz, Campo Grande, Pedra de Guaratiba, Barra de Guaratiba, Sepetiba, além de fazer a ligação com a Zona Sul da cidade. Paralela à Avenida Sernambetiba no trecho Barra-Recreio, ela é cercada de grandes construções, principalmente shopping centers, supermercados e condomínios residenciais e comerciais, onde se localizam sedes de grandes empresas de nível nacional.
O trecho entre os quilômetros 0 a 5 (do shopping Downtown até o BarraShopping) foi ampliado, de 2 para 6 pistas de rodagem em cada sentido, no ano de 1994. Já o trecho entre os quilômetros 5 a 13 (do BarraShopping até o cruzamento com a Av.Salvador Allende, início do bairro do Recreio) recebeu a mesma ampliação em 2000. Com isso, todo o trecho situado na Barra da Tijuca encontra-se expandido ao máximo.
Entre os quilômetros 13 a 22, a avenida da situa no bairro do Recreio dos Bandeirantes. Recebeu ampliação de 2 para 5 pistas em 2012, com a obra da TransOeste, até o km 19. Após este ponto, a avenida passa pelo Túnel da Grota Funda (ou sobe a Serra da Grota Funda) e chega ao bairro de Guaratiba, seguindo por mais 15 km aproximadamente, até terminar na confluência com a Estrada da Pedra, já quase chegando ao bairro de Santa Cruz. Entre o km 19 no Recreio (próximo ao Recreio Shopping) até o seu final, a avenida recebeu ampliação de 1 para 2 pistas em 2012 com a obra da TransOeste.
Antigamente a Avenida das Américas era reconhecida como rodovia estadual, sendo que sua identificação era RJ-071. Tinha-se um projeto de ligar a avenida até a Av. Brasil, passando pelo Conjunto Otacílio Câmara, conjunto Antares e o morro do Leme, em Santa Cruz, aterminando perto da alça de acesso da Rodovia Rio-Santos (BR-101).

## Problemas

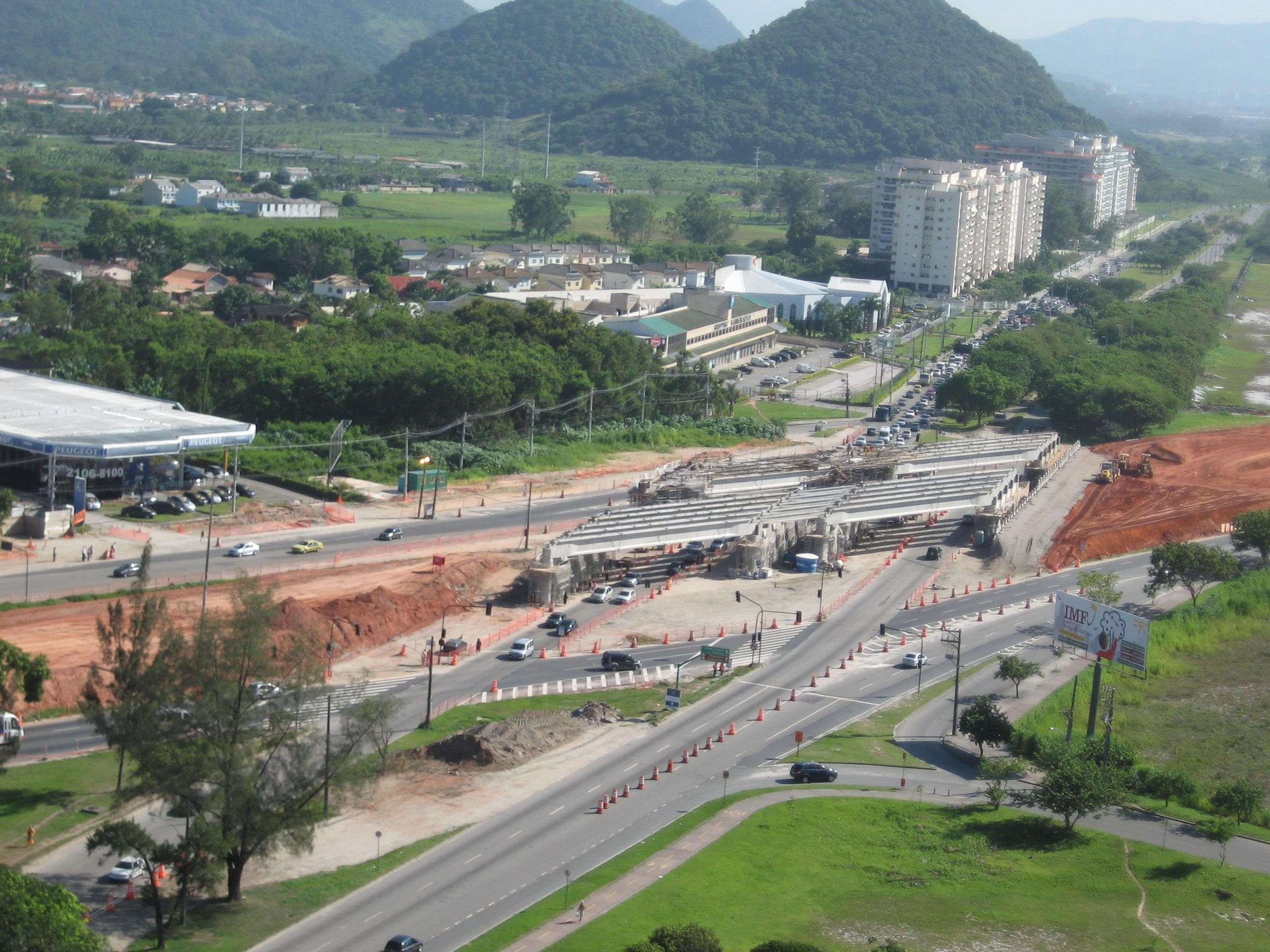
Construção de viaduto no cruzamento da Avenida das Américas com a Avenida Salvador Allende - Janeiro de 2011

No trecho entre os Kms 0 a 5, o principal problema da avenida são os congestionamentos, cada vez maiores e mais duradouros, que ocorrem devido ao excesso de crescimento da região, aliados ao excesso de sinais de trânsito e radares que impedem a progressão dos veículos. Hoje há grande movimentação a qualquer hora do dia, e a avenida perde no Rio de Janeiro somente para a Avenida Brasil em termos de fluxo de veículos. Com a diminuição da velocidade média do trânsito, aumento de quantidade de sinais de trânsito instalados, colocação de dezenas de radares e outros fatores, aumentou o stress da população, o que diminui a produtividade dos que necessitam trafegar pela região.
Já no trecho entre os Kms 13 a 19, o principal problema era o trânsito caótico, devido ao crescimento acelerado do Recreio dos Bandeirantes.  O trecho localizado na Serra da Grota Funda é considerado perigoso devido aos deslizamentos de terra que ocorrem quando da ocorrência de chuvas fortes. Em algumas ocasiões do tipo, a pista já foi totalmente bloqueada. E o trecho localizado no bairro de Guaratiba é considerado o pior de todos nos quesitos de qualidade da construção da pista devido à empreiteira que ampliou a mesma em 2012, fazendo um mau serviço; e de segurança, visto que são comuns as ultrapassagens perigosas e acidentes causados por elas.
Com a implantação das obras da TransOeste em 2010, com conclusão em 2012, a Avenida das Américas passou a ter, nos bairros do Recreio e Guaratiba, uma grande ampliação no número de pistas para os carros, pista exclusiva para ônibus BRTs, e foram construídos o Túnel da Grota Funda e viadutos, eliminando a maioria dos problemas presentes nestes trechos.
A Avenida das Américas também é local recorrente de rachas ou pegas, corridas ilícitas de motos e carros que ocorrem durante a madrugada e colocam em risco a segurança de outros motoristas, apesar da presença policial constante.

## Trechos
Santa Cruz - Nesse trecho a Avenida das Américas recebe o nome de Estrada da Pedra.
Guaratiba - Nesse trecho recebe o nome de Avenida Dom João VI começa a usar a nomenclatura oficial após a passagem do Túnel da Grota Funda perto da divisa com o bairro do Recreio dos Bandeirantes.
Barra da Tijuca - Segue nesse trecho com a nomenclatura oficial até ponte sobre o canal de Marapendi; a partir daí passa a se chamar Avenida Armando Lombardi e av. Ministro Ivan Lins até a entrada do bairro do Joá, já no início da Autoestrada Lagoa-Barra.

## Construções

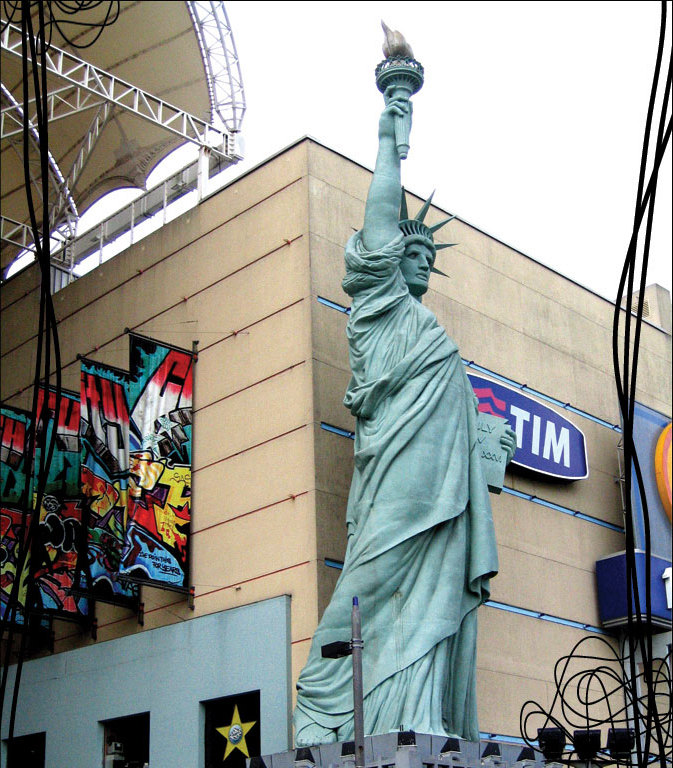
Fachada do New York City Center em 2008.

### Shoppings
Há mais de vinte centros comerciais por toda a avenida, a maioria deles pequenos e integrados a outros shoppings ou condomínios adjacentes. Entre os grandes shoppings, como o complexo BarraShopping–New York City Center , Shopping Downtown, Città America e Rio Design, na Barra da Tijuca, Américas Shopping e Recreio Shopping, no Recreio dos Bandeirantes.

### Supermercados
Os maiores supermercados (ou hipermercados), pertencentes a grandes redes nacionais e multinacionais, ficam nos primeiros 5 km da avenida, na Barra da Tijuca: Extra, Extra "Bon Marché", Guanabara, Pão de Açúcar "Freeway" e Carrefour (ao lado do BarraShopping). No Recreio, destacam-se as redes de supermercados "de bairro", como Mundial, Multimarket, Zona Sul Supermercados, Prezunic e Sendas (no Recreio Shopping).

### Condomínios
Ao longo da Avenida das Américas se encontram diversos e imensos condomínios residenciais (ou seus respectivos acessos). Os maiores complexos são o ABM, Riviera del Fiori, Le Parc Residential Resort, Parque das Rosas, Nova Ipanema, Mandala, Novo Leblon, Santa Mônica, Americas Park, Mundo Novo, Vivendas do Sol, Rio Mar, Pedra de Itaúna, Blue, Barra Sul, Barra Bali e Barra Bonita, que abrangem juntos uma população de mais de 150 mil habitantes.
Além de condomínios residenciais, a Avenida das Américas também possui vários prédios comerciais. E próximo a ela fica o Fórum Regional da Barra da Tijuca.